# Alsenz (rivière)
Pour l’article homonyme, voir Alsenz.
L'Alsenz est une rivière de Rhénanie-Palatinat tributaire de la rivière Nahe. Elle chemine à partir de 57 km à partir de Enkenbach-Alsenborn, au nord-ouest de Kaiserslautern. Elle traverse ensuite les villes de Winnweiler, Rockenhausen, Alsenz et enfin Bad Münster am Stein-Ebernburg où elle se jette dans la Nahe.

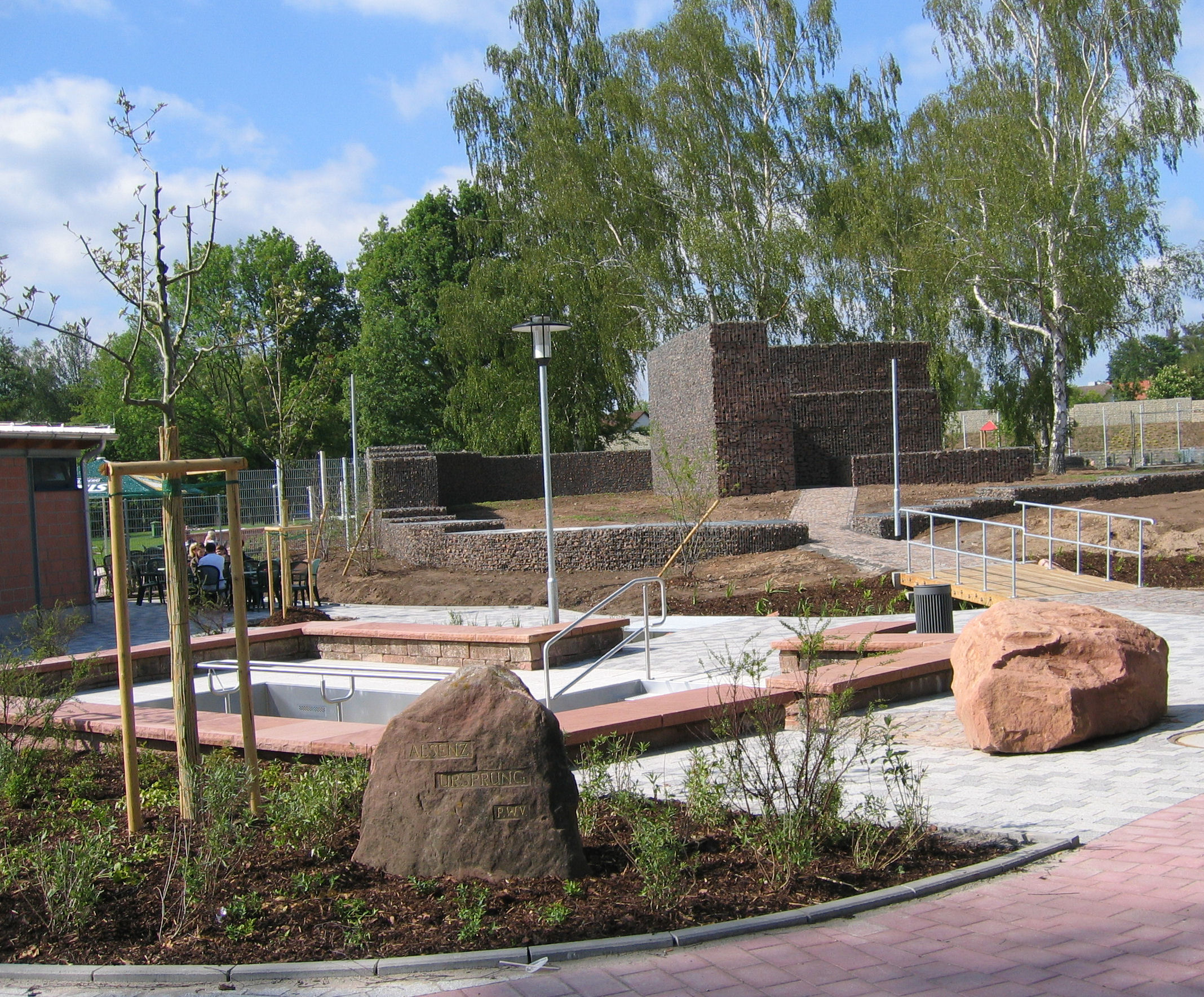
Source, Alsenborn.
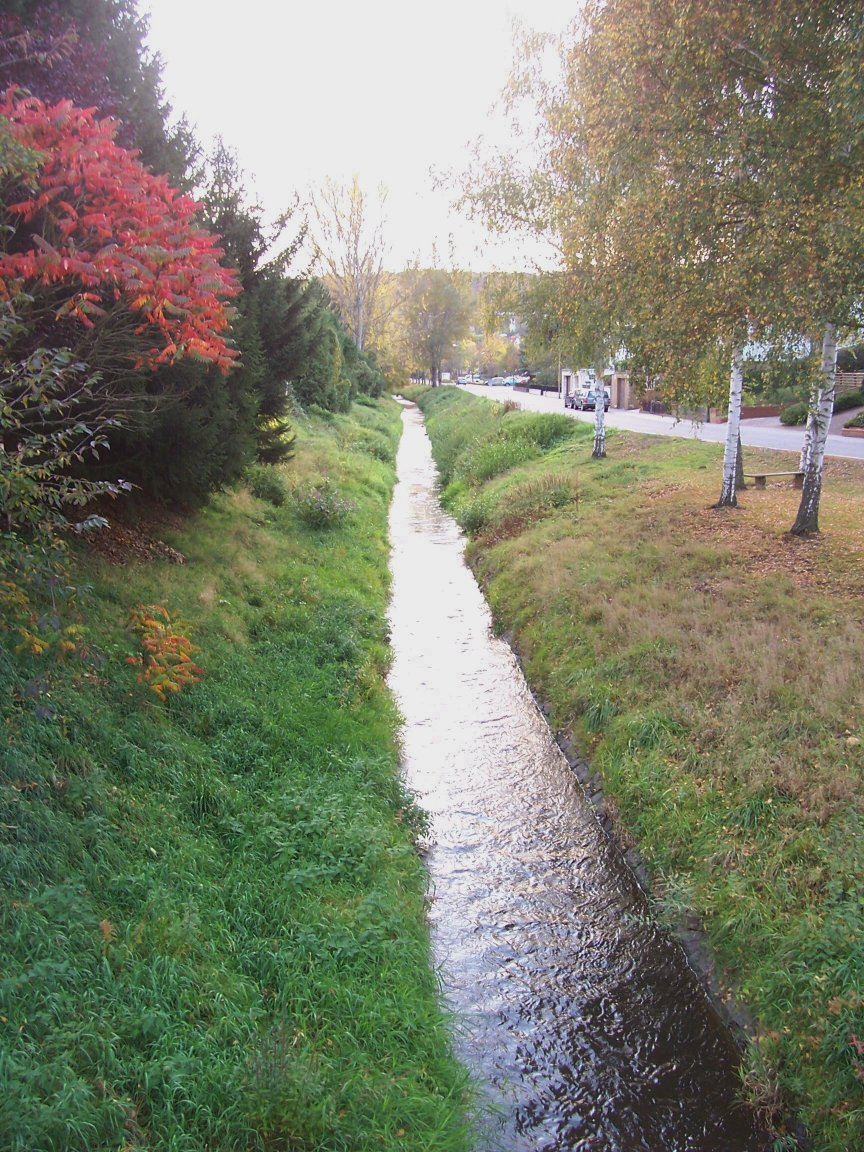
Alsenz.